# ティンバレス
ティンバレス (Timbales) は、主にラテン音楽で使用される打楽器。

## 概要

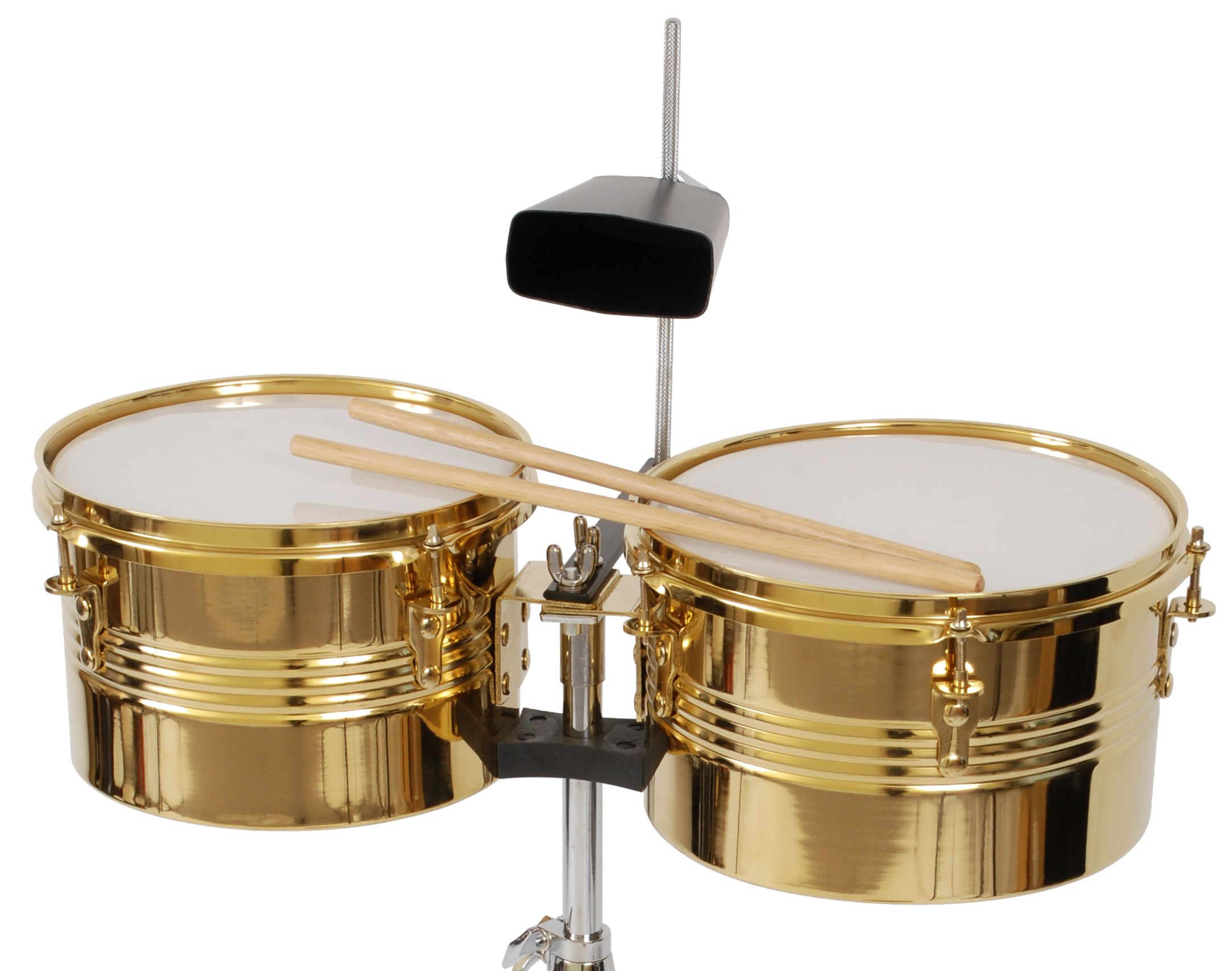
ティンバレス

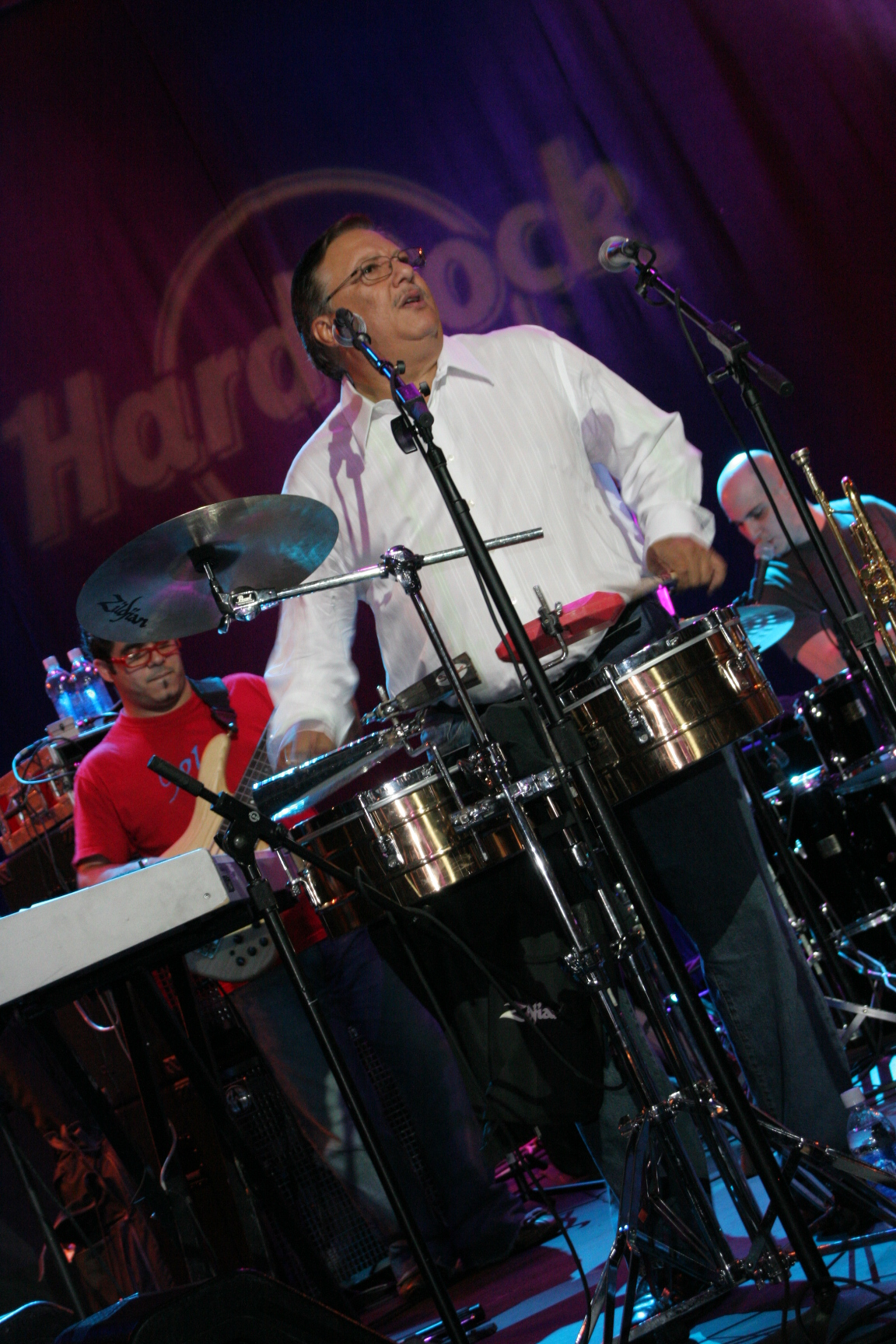
ティンバレスの演奏

ティンバレスは、金属製の胴に主にプラスチック製のヘッド（膜）を張った、スネアドラムに似た太鼓を2つ横につなげた楽器である。胴の底面にはヘッドは張らず、スナッピーを取り付けることもないため、スネアドラムの音とは異なり、タムに近い音が出る。ただし、リムショットを多用するため、"カンカン"といった高い金属的な音が印象に残ることが多い。演奏時に使用するスティックはドラムのスティックに近いが、先端はチップのような形状になっておらず、先端まで同じ太さである。
演奏時には、複数のカウベルやブロック類（元々はウッドブロックの類。近年は、合成樹脂製の物がほとんどである。）を取り付け、シンバルを立てて演奏することが一般的である。また、バスドラムやスネアドラムもセットし、ドラムセットに近い形で演奏することもあり、この場合は俗に「ドラティン」 (drums-timbales) と呼称される。
「ティンバレス」は2つの太鼓が組になっていることから複数形の名称であり、ラテン音楽の専門家の間では単数形で「ティンバル」と呼称することも多い。胴の口径が小さく、より高音が出せるティンバリートス (Timbalitos) や、逆に口径が大きく低音が出せるサンダーティンバレス (Thunder Timbales) も存在する。これらは、奏法を拡張するために通常のティンバレスと組み合わせて使用される。
マーチングバンドで使われるマルチタム(トムトム)は構造が似ており、似たような音が出るが、歴史的な経緯が異なり別の楽器と認識されている。

## 奏法
基本的には、チップの付いていない専用のドラムスティックを使用して叩くが、チップの付いているタイプのスティックや、指でヘッドを弾くことも多い。ただし、指で弾く際の音は、スティックで叩く音に比べて音量が非常に小さいため、聴かせる音を出すためというよりは演奏者のリズムキープが目的である。打面はヘッドのみではなく、リム（枠）と膜を同時に打つリムショットが非常に多いうえ、スティックを水平に振り、胴（パイラと呼ぶ）を刻む奏法も常時行われる。

## 代表的なプレーヤー
- ティト・プエンテ (Tito Puente)
- ニッキー・マレーロ (Nicky Marrero)
- オレステス・ヴィラト (Orestes Vilato)
- チャンギート (Changuito)
- カール・ペラーゾ (Karl Perazzo)
- シーラ・E (Sheila E.)